# Polyrhachis subtridens
Polyrhachis subtridens é uma espécie de formiga do gênero Polyrhachis, pertencente à subfamília Formicinae.